# Zimbali Country Club
De Zimbali Country Club is een countryclub in Ballito, Zuid-Afrika. De club is opgericht in 1998 en heeft een 18-holes golfbaan met een par van 72.
De club ligt in de kustgebied van het dorpje, Zimbali, en heeft uitzicht op de Indische Oceaan.
Naast een golfbaan, heeft de club ook twee tennisbanen, een kuuroord en vijf openluchtzwembaden. Er kan ook aan bos- en strandwandelingen doen.

## De baan
De golfbaan werd ontworpen door de golfbaanarchitect Tom Weiskoph. De fairways en de tees werden beplant met kikuyugras, een tropische grassoort, en de greens met struisgras.

## Golftoernooien
- Vodacom Origins of Golf Tour: 2004